# Dendropsophus ozzyi
Dendropsophus ozzyi é uma espécie de anfíbio da família Hylidae. Endêmica do Brasil, pode ser encontrada nos estados do Pará e Amazonas. A espécie é popularmente chamada de Sapo-Morcego, devido a frequência sonora de seu canto, e seu nome científico foi uma homeangem ao cantor Ozzy Osbourne